# Mittenothamnium viscidulum
Mittenothamnium viscidulum är en bladmossart som beskrevs av Jules Cardot 1913. Mittenothamnium viscidulum ingår i släktet Mittenothamnium och familjen Hypnaceae. Inga underarter finns listade i Catalogue of Life.